# Stanisław Stohandel
Stanisław Stohandel (ur. 12 stycznia 1875 w Luszowicach – zmarł w 1911) – polityk ludowy, poseł do austriackiej Rady Państwa.
Syn organisty i nauczyciela ludowego Rudolfa i Stanisławy z Parysów. Miał brata nauczyciela a potem kierownika szkoły w Hałcnowie Tadeusza (1881 – 1915). W 1895 ukończył gimnazjum w Bochni i podjął studia na Uniwersytecie Jagiellońskim, ukończył studia na wydziale prawa uniwersytetu w Wiedniu. Odbył służbę wojskową w armii austro-węgierskiej w 4 Pułku Piechoty. Związał się z ruchem ludowym, stając się zwolennikiem ks. Stanisława Stojałowskiego. Działacz Stronnictwa Chrześcijańsko-Ludowego, a potem Polskiego Centrum Ludowego. Redaktor "Wieńca i Pszczółki" w Białej. Początkowo działał głównie w Jaworznie, w latach 1905-1906 współorganizując tamtejszą Bratnią Pomoc i jej sklepy.
Poseł do austriackiej Rady Państwa XI kadencji (17 lutego 1907 – 30 marca 1911) wybrany w okręgu nr 35 (Jaworzno-Krzeszowice). Członek grupy posłów Polskiego Centrum Ludowego skupionych wokół Stanisława Stojałowskiego oraz członek Koła Polskiego w Wiedniu, Pod koniec kadencji został oskarżony o udział w aferze ks. Szpondera wykorzystującego emigrantów z Galicji.
W 1911 r. ponownie wziął udział w wyborach, ubiegając się mimo dotarcia do trzeciej tury bezskutecznie o mandat w okręgu nr 36 (Biała-Andrychów).